# Батерст (остров, Канада)
Ба́терст (Батёрст, англ. Bathurst Island) — один из островов Канадского Арктического архипелага. Относится к группе островов Королевы Елизаветы и расположен в регионе Кикиктани канадской территории Нунавут, западнее островов Девон и Корнуоллис.

## География
Площадь острова составляет 16 042 км², он занимает 54-е место по площади в мире и 13-е в Канаде. Длина береговой линии 2069 км. Остров имеет ровную поверхность. Лишь изредка высота местности превышает 300—350 метров над уровнем моря. Остров Батёрст расположен вблизи Северного магнитного полюса, который в 60-е и 70-е годы XX века пересекал его территорию.
На острове много зелени, здесь имеются хорошие условия для выживания полярных видов фауны. Здесь также расположены канадские национальные парк Куасуиттук и природный резерват «Полар Бэр Пасс» (Polar Bear Pass). Он представляет собой расположенную в одной из богатых растительностью долин область с влажным климатом, поросшую мхами, лишайниками, травами, цветочными растениями и карликовыми кустарниками. В этом резервате гнездятся более 30 видов полярных птиц, в основном водоплавающие. Кроме этого, здесь живут олени карибу и летом остров пересекают белые медведи по пути к бухте Грэма Мура.

## История
Остров Батёрст был открыт в 1819 году англичанином сэром Вильямом Эдвардом Парри во время морской экспедиции, предпринятой в поисках Северо-западного прохода из Атлантики в Тихий океан и назван им в честь 3-го графа Батёрст.

## Население
Ранее остров населяли эскимосы (инуиты), в настоящее время он необитаем.